# إيلوبس
إيلوبس هي منصة مشاركة الموظفين المقرة في تل أبيب بإسرائيل والتي تعتمد على نموذج البرمجيات كخدمة. تأسست في عام 2017.

## التاريخ
تأسست شركة إيلوبس في عام 2017 من قبل إيدان شم توف وشارون داياغ وتال جرودر وناور ميلاميد. يشغلون كل منهم منصب الرئيس التنفيذي ورئيس العمليات ورئيس التسويق ورئيس التكنولوجيا على التوالي. في السابق كانت إيلوبس تعرف باسم إيفنتلوبس وهي شبكة اجتماعية خاصة للفعاليات تأسست في عام 2017. يقع مقرها الرئيسي في تل أبيب في إسرائيل ولديها قاعدة في سانتا مونيكا، كاليفورنيا، الولايات المتحدة. حصلت إيلوبس على تمويل من شركتي فيوشن لوس أنجيلوس وسارونا فينتشرز.
في سبتمبر 2020 قامت إيلوبس بالتكامل مع مايكروسوفت تيمز للسماح للموظفين الذين يستخدمون بالفعل المنصة بالتفاعل مع إيلوبس دون الحاجة إلى تثبيت إضافي.

## المنتج
إيلوبس هي منصة مشاركة الموظفين التي تعتمد على نموذج البرمجيات كخدمة وتتعاون مع قادة الموارد البشرية في مختلف الصناعات مما يمكن القادة من التواصل مع فرق العمل في الشركة من خلال محتوى مشوق مثل برامج التعرف بين الأقران والمسابقات والتحديات والألعاب العقلية الترفيهية التي تتوافق مع قيم الشركة وثقافتها وأهدافها. يتم مكافأة هذه الأنشطة بوسائل افتراضية مثل عملات الشركة الافتراضية والتي يمكن استبدالها بخيارات على الإنترنت وخارجه مثل تخفيضات في المتاجر وبطاقات الهدايا ومنتجات الشركة ذات العلامة التجارية وامتيازات أخرى وتجارب مثل وقوف السيارات المجاني وتناول الغداء مع القادة العليا.
تقوم تكنولوجيا المنصة بتوليد مختلف نقاط البيانات.